# Frederick Arthur Godfrey Muir
Frederick Arthur Godfrey Muir, född 24 april 1872 i Clapham i England, död 13 maj 1931 nära Horsham i Sussex, var en brittisk entomolog.

## Biografi
Muir arbetade för Eastern Telegraph Company i Afrika från 1886 till 1905, däribland i Aden, Moçambique och Durban. Han hade ett stort intresse för insekter och samlade vid sidan om sitt arbete för telegrafbolaget in insekter och skickade många av dem till Londons naturhistoriska museum. Uppmuntrad av entomologen David Sharp kom han så småningom att ändra inriktning på sin karriär och bli praktisk entomolog. 
Från 1905 till 1927 arbetade han som entomolog för Hawaiian Sugar Planters' Association på Hawaii, de första åren som medarbetare till Robert Cyril Layton Perkins. Som sådan var hans arbete koncentrerat på frågan om introduktion av parasiter för kontroll av skadeinsekter på sockerrör. Hans arbete ledde bland annat till den framgångsrika introduktionen av parasitflugan Ceromasia sphenophori för att bekämpa viveln Rhabdoscelus obscurus som var en svår skadegörare på Hawaiis sockerrörsodlingar. Hans arbete inom detta område innefattade resor till Malaysia, Borneo, Java och Moluckerna.
Muir arbetade även med klassificering, främst inom överfamiljen Fulgoroidea, samt med anatomiska studier av insekter. Han kom att publicera över 100 vetenskapliga artiklar och var medlem i Entomological Society of London samt blev vald till president för Hawaiian Entomological Society två gånger. Han deltog på den internationella entomologkongressen i Ithaca 1928.
Hans samlingar bevaras av Bishop Museum på Hawaii.